# AR-10

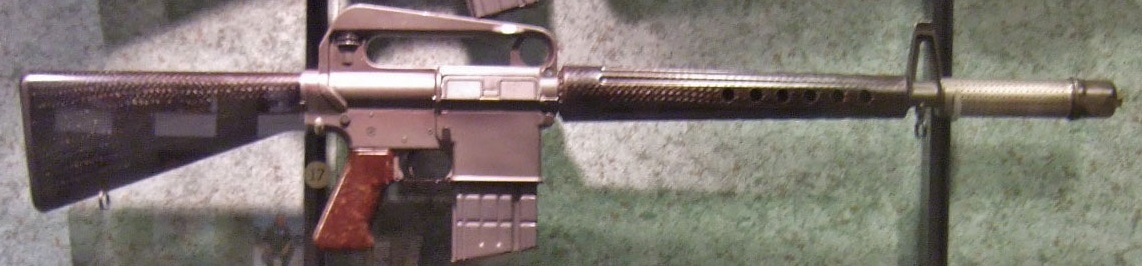
Mẫu AR-10 "Hollywood" đầu tiên của với chụp đầu nòng cỡ lớn, tại Bảo tàng Súng Quốc gia

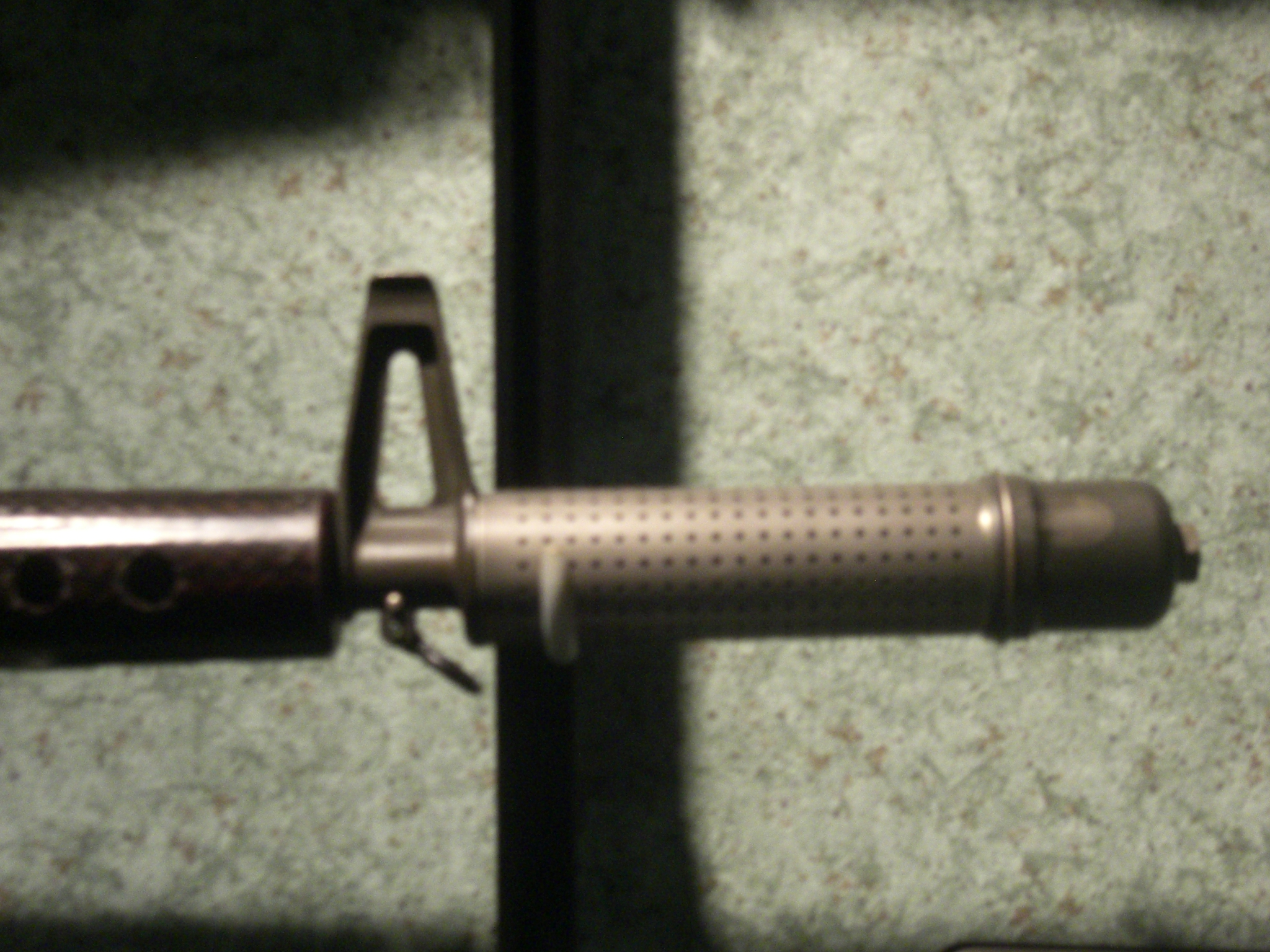
Góc nhìn cận cảnh chụp đầu nòng mẫu AR-10 "Hollywood"

ArmaLite AR-10 là súng trường chiến đấu sử dụng loại đạn 7,62×51mm NATO được phát triển bởi Eugene Stoner vào cuối những năm 1950 và được sản xuất bởi ArmaLite, sau đó là một bộ phận của Tập đoàn Máy bay Fairchild. Khi được giới thiệu lần đầu tiên vào năm 1956, AR-10 đã sử dụng thiết kế buồng đạn / nòng thẳng hàng cải tiến với các bộ phận hợp kim phenolic và hợp kim dập, dẫn đến một thiết kế súng nhỏ dễ điều khiển hơn trong khi khai hỏa tự động và có trọng lượng nhẹ hơn 1 lb (0,45 kg) so với các loại súng trường bộ binh khác cùng thời. Trong suốt vòng đời sản xuất, AR-10 nguyên bản được chế tạo với số lượng tương đối nhỏ, với ít hơn 10.000 khẩu được lắp ráp. Tuy nhiên, thiết kế của ArmaLite AR-10 là cơ sở cho một loạt các loại súng sau này.
Vào năm 1957, thiết kế AR-10 cơ bản đã được ArmaLite thay đổi kích thước và thay đổi đáng kể để phù hợp với loại băng đạn.223 Remington và được chỉ định cho ArmaLite AR-15.
Năm 1959, ArmaLite đã bán bản quyền sản xuất AR-10 và AR-15 cho Colt Firearms do những khó khăn tài chính và những hạn chế về nhân lực và năng lực sản xuất. Sau khi trải qua một số sửa đổi, khẩu súng trường được thiết kế lại sau đó được quân đội Hoa Kỳ sử dụng làm Súng trường M16. Colt tiếp tục sử dụng nhãn hiệu AR-15 cho dòng súng trường bán tự động duy nhất của mình, được bán cho các khách hàng dân sự và thực thi pháp luật với tên gọi Colt AR-15. Khi hết hạn bằng sáng chế, các nhà sản xuất khác bắt đầu sản xuất các biến thể của riêng họ, được gọi là súng trường kiểu AR-15.

## Lịch sử phát triển
ArmaLite bắt đầu như một mối quan tâm kỹ thuật nhỏ được thành lập bởi George Sullivan, cố vấn bằng sáng chế cho Lockheed Corporation, và được tài trợ bởi Fairchild Engine and Airplane Corporation. Vào ngày 1 tháng 10 năm 1954, công ty được thành lập với tư cách là Tập đoàn ArmaLite, trở thành một phân nhánh của Fairchild. Với số vốn hạn chế và xưởng sản xuất nhỏ bé, ArmaLite không bao giờ có ý định trở thành nhà sản xuất vũ khí.  Công ty tập trung vào việc xây dựng các khái niệm và thiết kế vũ khí nhỏ sẽ được bán hoặc cấp phép cho các nhà sản xuất khác. Sullivan thuê một xưởng máy móc nhỏ ở Hollywood, California, thuê một số nhân viên và bắt đầu chế tạo một nguyên mẫu cho một khẩu súng trường sinh tồn hạng nhẹ để sử dụng cho các phi công máy bay bị bắn rơi.
Trong khi thử nghiệm nguyên mẫu của thiết kế súng trường sinh tồn Armalite AR-5 tại một trường bắn địa phương, Sullivan đã gặp Eugene Stoner, một nhà phát minh vũ khí nhỏ, được Sullivan thuê làm kỹ sư thiết kế chính của ArmaLite. Vào thời điểm đó, ArmaLite Inc. là một doanh nghiệp rất nhỏ (cuối năm 1956, nó chỉ có 9 nhân viên, bao gồm cả Stoner). Với Stoner là kỹ sư thiết kế chính, ArmaLite nhanh chóng đưa ra một số khái niệm súng trường độc đáo.
Các nguyên mẫu đầu tiên sử dụng cỡ đạn 7.62   mm  của AR-10 xuất hiện trong thời gian 1955 và đầu năm 1956. Vào thời điểm đó, Lục quân Hoa Kỳ đang trong giai đoạn thử nghiệm nhiều mẫu súng trường để thay thế cho loại M1 Garand lỗi thời. T44E4 của Springfield Armory và T44E5 nặng hơn, về cơ bản là các phiên bản cập nhật của Garand dành cho cỡ đạn 7.62 mm mới, trong khi Fabrique Nationale giới thiệu phiên bản FN FAL của họ là T48.
AR-10 của ArmaLite tham gia cuộc thi muộn, vội vã với 2 mẫu AR-10 'sản xuất' thủ công dựa trên nguyên mẫu thứ tư vào mùa thu năm 1956 cho Springfield Armory của Lục quân Hoa Kỳ để thử nghiệm. AR-10 nguyên mẫu (cả thảy 4 mẫu) đặc trưng một thiết kế nòng - buồng đạn trên đường thẳng, đầu ruồi nhô cao, một chụp đầu nòng tán sáng và bù giật quá khổ , và một hệ thống trích khí có thể điều chỉnh. Trong nguyên mẫu thứ tư và cuối cùng, bộ khu trên và dưới được gắn với nhau bằng chốt bản lề, tay súng module rời và không liền khối với buồng đạn. Đối với súng trường cỡ nòng NATO 7.62mm, nguyên mẫu AR-10 có trọng lượng cực kỳ nhẹ, chỉ 6,85   lbs. trọng lượng rỗng. Nhận xét ban đầu của nhân viên thử nghiệm Springfield Armory là thuận lợi, và một số người thử nghiệm nhận xét rằng AR-10 là súng trường tự động hạng nhẹ tốt nhất từng được thử nghiệm bởi Armory.
Thật không may cho ArmaLite, nòng súng bằng nhôm / thép của súng trường (một thiết kế nguyên mẫu chưa được chỉ định cho các thử nghiệm của chủ tịch ArmaLite, George Sullivan, với sự phản đối kịch liệt của Stoner) đã nổ ra trong một cuộc thử nghiệm tra tấn do Springfield Armory thực hiện vào đầu năm 1957. ArmaLite nhanh chóng thay thế nó bằng một buồng đạn thép thông thường, nhưng thiệt hại đã xảy ra. Báo cáo cuối cùng của Springfield Armory khuyên chống lại việc sử dụng súng, nói rằng sẽ mất "năm năm hoặc hơn để đưa nó qua các bài kiểm tra để được công nhận". Trong khi ArmaLite phản đối, rõ ràng AR-10, một khẩu súng trường hoàn toàn mới vẫn đang ở giai đoạn nguyên mẫu, đã gặp bất lợi so với các thiết kế cạnh tranh với chu kỳ phát triển dài hơn và đến năm 1957, lực lượng bộ binh của Lục quân Hoa Kỳ khẩn trương yêu cầu hiện đại hóa, chọn ra mẫu súng trường bộ binh với băng đạn tháo lắp để thay thế cho M1. Cuối cùng, Lục quân Hoa Kỳ đã chọn mẫu T44, được đưa vào sản xuất với tên gọi súng trường M14 vào năm 1957. Cùng năm đó, ArmaLite đã hoàn thành khoảng 50 khẩu súng trường AR-10 sản xuất tại xưởng của mình để sử dụng làm mẫu trình diễn cho các đại lý bán hàng của mình, bao gồm Samuel Cummings, một đại lý vũ khí quốc tế nổi tiếng. Nỗ lực gấp rút hoàn thành 50 khẩu súng trường này dẫn đến một số đơn vị được lắp ráp với các chi tiết gia công không đúng cách, một khuyết điểm không được chú ý vào thời điểm đó. Những khẩu súng trường sản xuất được chế tạo tại xưởng của ArmaLite ở Hollywood sau này được gọi là mẫu Hollywood.

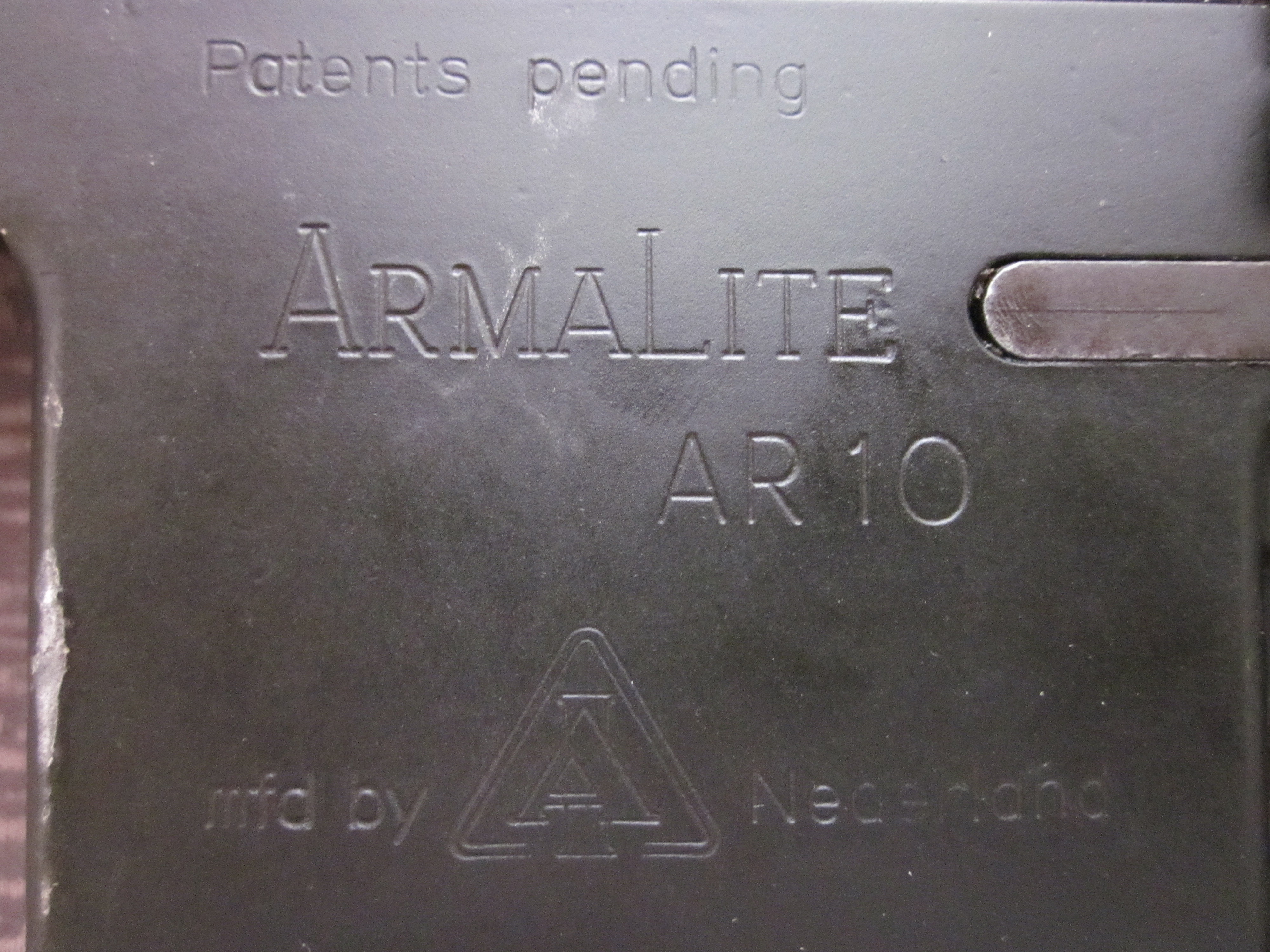
Cận cảnh ArmaLite AR-10 với ký hiệu Artillerie Inrichtingen (AI).

Ngày 4 tháng 7 năm 1957, Fairchild ArmaLite đã bán giấy phép sản xuất 5 năm của AR-10 cho nhà sản xuất vũ khí Hà Lan, Artillerie Inrichtingen (AI). Với nhà máy và cơ sở sản xuất lớn của mình, AI có thể sản xuất súng trường ArmaLite với số lượng lớn mà Fairchild dự kiến sẽ đặt hàng.
Năm 1957, Cummings đã đảm bảo một đơn đặt hàng 7.500 khẩu súng trường AR-10 từ Nicaragua, với việc giao 1.000 súng trường ban đầu dự kiến được giao trước tháng 1 năm 1958. Đơn đặt hàng phụ thuộc vào việc hoàn thành thành công bài kiểm tra độ bền với 7.500 phát bắn. Do sản xuất không kịp tiến độ, Cummings đã đưa khẩu AR-10 mẫu cá nhân của mình cho chỉ huy quân sự của Nicaragua, tướng Anastasio Somoza, người đã trực tiếp tiến hành thử nghiệm độ bền. Trong khi tướng Somoza đang bắn khẩu súng để thử nghiệm, thì khóa nòng trên súng bị văng ra và bay qua đầu của Somoza. Vị tướng này giận dữ trả lại AR-10 của Cummings và hủy toàn bộ đơn hàng của Nicaragua. Các khẩu Hollywood còn lại đã được kiểm tra và trang bị lại với các bộ phận mới để ngăn việc khóa nòng tung ra, nhưng đơn hàng Nicaragua đã bị mất hoàn toàn.
Các lãnh đạo AI trong khi đó đã phát hiện ra một số vấn đề sản xuất phiên bản AR-10 "Hollywood", tất cả đều phải được giải quyết trước khi sản xuất quy mô lớn có thể bắt đầu. Ngoài việc thiết kế và chế tạo công cụ cho súng, thiết kế phải được chuyển đổi sang kích thước hệ mét và các nhà thầu phụ phải được tìm kiếm để cung cấp vật liệu hoặc sản xuất các bộ phận cấu thành. ArmaLite cũng tiếp tục gửi các yêu cầu cải tiến sản phẩm AI, bao gồm bộ phần điều chỉnh, ống trích khí được đặt lại vị trí và chụp đầu nòng mới.   

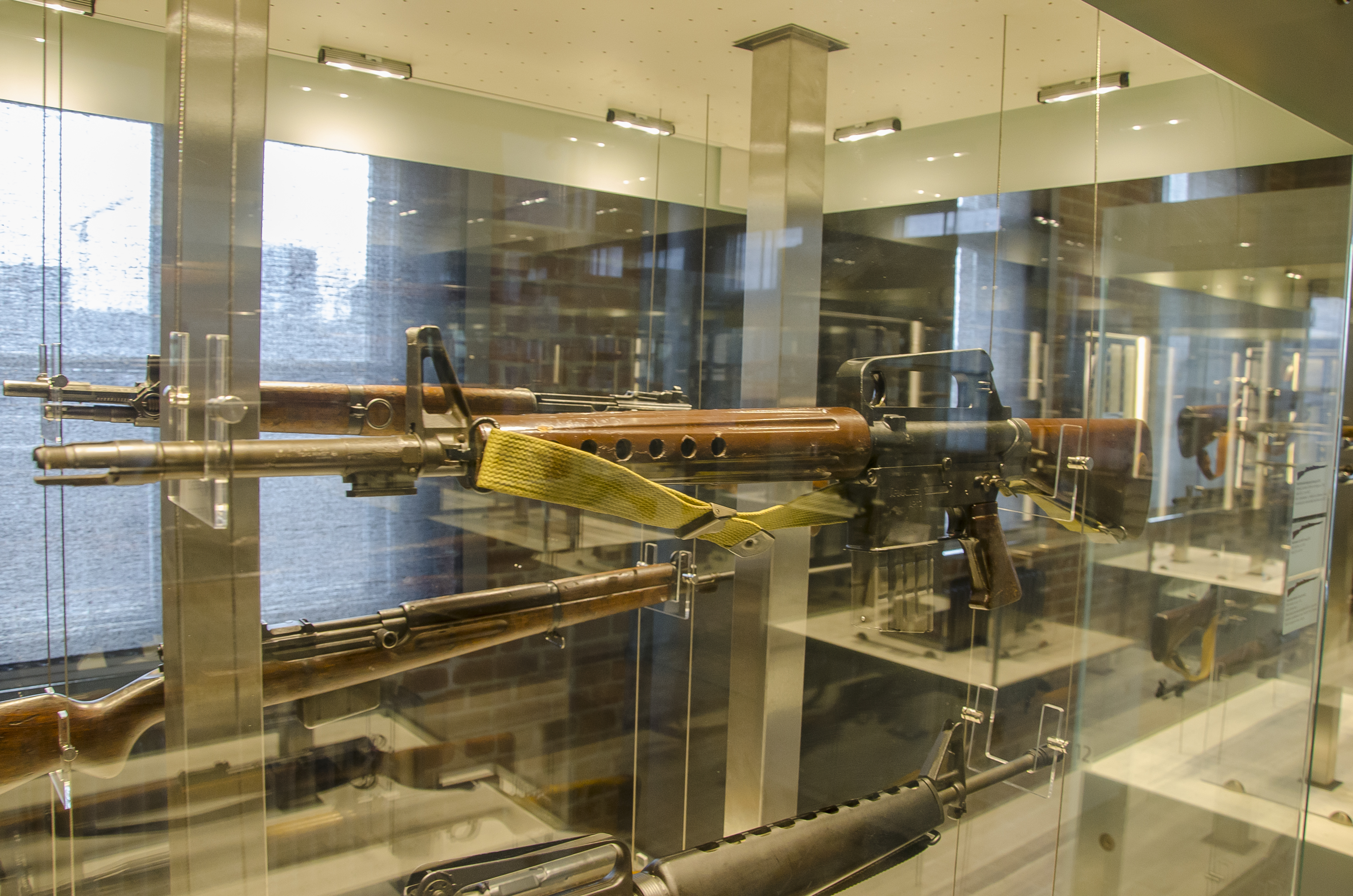
Mẫu Armalite AR-10 "Sudanese"

Các nhà sử học vũ khí đã tách việc sản xuất AR-10 theo giấy phép AI thành ít nhất ba phiên bản nhận dạng cơ bản, gồm phiên bản thể thao, carbine, và các thiết kế thử nghiệm khác. Ba biến thể AR-10c ược gọi là mẫu Sudanese, Transitional và Portuguese. AI đã chế tạo tất cả các phiên bản súng trường này, bắt đầu với mẫu AR-10 "Sudanese". Phiên bản Sudanese có tên từ việc bán khoảng 2.500 khẩu súng trường AR-10 cho chính phủ Sudan vào năm 1958. Mẫu Sudanese được trang bị một buồng đạn thép rất nhẹ, được trang bị một bộ chụp đầu nòng kiểu prong, lưỡi lê, một số chi tiết bằng sợi thủy tinh nhẹ, và khắc các ký tự Ả Rập. Mẫu Sudanese chỉ nặng 3,3 kg (7,3 lb) kèm băgn đạn trống. Giá, bao gồm bộ dụng cụ làm sạch và bốn băng đạn, là US $ 225 mỗi khẩu. Tất cả súng AR-10, dù được sản xuất bởi ArmaLite hay AI, đều sử dụng cùng một loại băng đạn 'waffle' bằng nhôm nhẹ 20 viên do Stoner thiết kế, dự định sẽ chỉ sử dụng một lần khi chiến đấu.

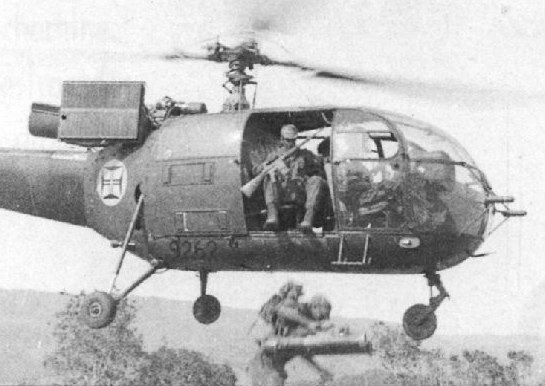
Binh sĩ Páraquedistas Bồ Đào Nha được trang bị súng trường AR-10 rời khỏi một máy bay trực thăng Alouette III trong Chiến tranh Angola 1961-1974.

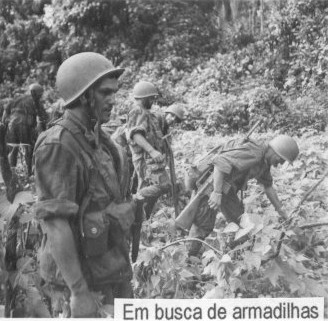
Binh sĩ Páraquedistas Bồ Đào Nha được trang bị súng trường AR-10 trong Chiến tranh Angola 1961-1974.

Việc sản xuất AR-10 bị hạn chế, mặc dù Guatemala, Myanmar, Ý, Cuba, Sudan và Bồ Đào Nha đều mua súng trường AR-10 vì những hạn chế quốc tế đối với lực lượng quân sự của họ. Những khẩu súng AR-10 Sudanese được sử dụng trong các cuộc đụng độ thường xuyên với lực lượng du kích và xung đột với các nước láng giềng, và một số súng chiến lợi phẩm đã xuất hiện không chính thức trong nhiều lực lượng quân sự châu Phi và thuộc địa, cảnh sát và du kích. AR-10 vẫn còn phục vụ cho Lực lượng đặc biệt Sudan cho đến năm 1985.
Năm 1958, một biến thể cỡ nòng 7,62×39mm đặc biệt của AR-10 Sudanese được sản xuất với số lượng rất nhỏ để đánh giá bởi Phần Lan và Đức. Cùng năm đó, một khẩu AR-10 với cỡ nòng 16" đã được phát triển để đáp ứng yêu cầu của KLM Airlines về một loại carbine có thể được cấp cho phi hành đoàn của họ cho các chuyến bay xuyên cực như một phần của bộ dụng cụ sinh tồn ở Bắc Cực, và cuối cùng khoảng 30 khẩu carbine được sản xuất. Một số khẩu AR-10 Transitional cũng được trang bị một chân chống bipod gấp được thiết kế để có thể xếp gọn dưới ốp lót tay.
Hải quân Ý đã mua AR-10 cho các đội đặc nhiệm dưới nước COMSUBIN. Đức, Áo, Hà Lan, Phần Lan và Nam Phi cũng đã mua một số lượng nhỏ AR-10 cho mục đích thử nghiệm và chính phủ Batista của Cuba đã đặt mua 100 khẩu Transitional vào năm 1958. Đơn đặt hàng Cuba đã được chuyển đến Havana, nhưng vào tháng 12 năm 1958, lực lượng của Fidel Castro đã nắm quyền kiểm soát đất nước, bao gồm cả nhà kho chứa lô hàng AR-10. Năm 1959, khi trả lời thư của đại lý bán hàng của ArmaLite, Sam Cummings, Fidel đã mời Cummings tới Havana để thảo luận về việc thanh toán cho lô súng AR-10. Fidel, em trai Raúl và Che Guevara đã bắn thử AR-10 bên ngoài Havana. Ấn tượng bởi hỏa lực của súng, Fidel đã trả tiền cho Cummings cho tất cả 100 khẩu.
Tuy nhiên, mối quan hệ ngày càng xấu đi với Hoa Kỳ đã loại bỏ bất kỳ cơ hội bán AR-10 nào trong tương lai cho Cuba và Fidel đã chuyển những khẩu AR-10 cũ của Batista cho một nhóm các nhà cách mạng Cộng sản từ Cộng hòa Dominica. Vào tháng 6 năm 1959, lực lượng du kích do các sĩ quan Cuba lãnh đạo, đã đánh vào Cộng hòa Dominica. Tuy nhiên họ đã bị Quân đội Dominica đánh bại, và các khẩu AR-10 từ lô hàng Batista được tìm thấy trên thi thể của các du kích quân.
Thiết kế cuối cùng của Artillerie Inrichtingen được gọi là mẫu AR-10 Portuguese. Phiên bản cuối cùng này kết hợp tất cả những kinh nghiệm đã thu được về AR-10, bao gồm cả súng trường bộ binh và báo cáo thử nghiệm thực địa. Ngoài một buồng đạn thép nặng hơn với khoang được mạ crôm, chân chống bipod tùy chọn và ốp lót tay bằng nhựa / kim loại có thể tháo rời của mẫu Transitional, biến thể Portuguese có bộ khóa nòng lớn hơn, hệ thống trích khi mạnh hơn, chốt chỉnh chế độ bắn mới và bộ phận đẩy về hỗ trợ khóa nòng. Người ta tin rằng khoảng 4.000-5.000 biến thể Portuguese đã được sản xuất; gần như tất cả trong số chúng đã bán cho Bộ Quốc phòng Bồ Đào Nha qua hội chợ buôn bán vũ khí quốc tế SIDEM tại Bruxelles vào năm 1960. AR-10 chính thức được sử dụng bởi các tiểu đoàn nhảy dù Bồ Đào Nha (Caçadores páraquedistas), và súng có quá trình tham chiến đáng kể trong các chiến dịch chống nổi dậy của Bồ Đào Nha ở Angola và Mozambique.
Trong các cuộc thử nghiệm của Lục quân Hoa Kỳ tại Aberdeen Proving Ground vào tháng 11 năm 1960, và sau đó của Bồ Đào Nha, AR-10 nổi tiếng về độ chính xác (một số phát bắn chụm trong 25 mm (1   inch) ở cự ly 100 mét với đạn thông thường). Lính dù Bồ Đào Nha nhận thấy AR-10 không chỉ chính xác mà còn đáng tin cậy trong chiến đấu, mặc dù điều kiện môi trường thất thường ở rừng rậm và thảo nguyên châu Phi.
Một số mẫu AR-10 Portuguese và Sudanese đã tìm đường đến các nước châu Phi lân cận; ở Tchad, AR-10 được nhiều thành viên của Binh đoàn Lê dương Pháp đánh giá cao. Như một huấn luyện viên cảnh sát ở Cộng hòa Dân chủ Congo đã nói: "Đó là một vũ khí chiến đấu tốt không bao giờ làm tôi thất vọng; hơi dài (nhưng không tệ như FAL hay M14) cho tác chiến đô thị hoặc càn quét, nhưng tuyệt vời trong khoảng cách 400-800 mét, đặc biệt thích hợp với thể trang, sau khi mang súng lang thang khoảng 12 - 14 giờ để tìm kiếm kẻ xấu. " 
Một số súng AR-10 Portuguese được AI sửa đổi thân trên để gắn kính ngắm viễn vọng 3 × hoặc 3,6 ×. Những khẩu súng này được sử dụng bởi các tay thiện xạ đi theo đội tuần tra nhỏ để loại bỏ từng kẻ địch ở phạm vi mở rộng. Những khẩu AR-10 khác được sử dụng bởi lính nhảy dù trong vai trò thứ yếu để phóng đạn phóng lựu. Thiết kế trích khí tích hợp của AR-10 cho phép nó bắn đạn phóng lựu Energa mà không cần điều chỉnh hệ thống trích khí, và hoạt động tự nạp thậm chí sẽ đẩy đạn đã qua sử dụng và nạp đạn tiếp theo, cho phép bắn đạn phòng lựu nhanh chóng. Sự giật lùi được thêm vào đã gây thiệt hại cho các kho dự trữ súng trường, và một số súng trường Bồ Đào Nha được trang bị thêm các loại đạn bằng kim loại để chống lại sự căng thẳng do bắn lựu đạn nặng. Doanh số bán thêm của súng trường AR-10 bị cản trở sau khi Hà Lan cấm vận thêm các khẩu súng trường tới Bồ Đào Nha. Lính nhảy dù được triển khai tới châu Phi trong những năm sau đó đã được chuyển sang một phiên bản Heckler & Koch G3 của Đức.  Tuy nhiên, AR-10 vẫn tiếp tục phục vụ với một số đơn vị trên không Bồ Đào Nha, và được sử dụng vào cuối năm 1975 tại Đông Timor.
Fairchild-ArmaLite không hài lòng với sự chậm trễ trong việc thiết lập công cụ và sản xuất AI cho AR-10, và nói rõ rằng họ sẽ không gia hạn giấy phép của AI để sản xuất súng. Đến năm 1960, bị cản trở bởi các hạn chế xuất khẩu của Hà Lan và không được khuyến khích vì thiếu các đơn hàng bán vũ khí cho các khách hàng lớn của quốc gia, Artillerie Inrichtingen đã quyết định rời khỏi mảng sản xuất vũ khí nhỏ hoàn toàn và ngừng tất cả việc sản xuất AR-10 theo giấy phép từ Fairchild-ArmaLite. Vào thời điểm đó, ít hơn 10.000 khẩu AR-10 đã được sản xuất, chủ yếu là súng trường quân sự, với một vài khẩu bán tự động duy nhất được sản xuất cho mục đích dân sự. Tất cả hàng tồn kho, dụng cụ và nguyên mẫu AI AR-10 đều được bán hoặc loại bỏ; phần lớn chúng đã được bán cho Israel vào khoảng đầu những năm 1960. Tất cả hồ sơ sản xuất AR-10, bản vẽ thiết kế, sách hướng dẫn, tài liệu và các ấn phẩm khác sau đó tồn kho đã bị loại bỏ.
Trong những năm sau đó, một số mẫu AR-10 Portuguese và Sudanese đã được bán cho các thị trường dân sự ở Mỹ, Canada, Úc và New Zealand. Gần như tất cả các khẩu súng được nhập khẩu vào ba quốc gia sau đó đều có chức năng chọn hỏa lực hoàn toàn tự động. Sau đó, có tới 2.500 khẩu súng trường AR-10 của Úc có thể đã bị tịch thu và phá hủy do luật vũ khí hạn chế hơn được thông qua vào năm 1997.
Hầu hết các súng quân sự AR-10 được chuyển đến Hoa Kỳ đều ở dạng bộ dụng cụ, đã được tháo rời trước đó, mặc dù một số ít được nhập khẩu hợp pháp làm vũ khí của Đạo luật Súng Quốc gia (NFA). Số lượng lớn AR-10 cỡ nòng 7.62 mm cũng được nhập khẩu. Nhiều khẩu trong số này được kết hợp với phiên bản máy súng bán tự động khác nhau được sản xuất bởi các nhà sản xuất dân sự để cho phép sở hữu hợp pháp. Trong những năm đầu thập niên 1980, Paragon Sales and Services ở Joliet, Illinois đã sản xuất các module máy súng bán tự động mới trong khi sử dụng các máy súng AR-10 nhập khẩu ban đầu do Artillerie-Inrichtingen sản xuất tại Hà Lan. 

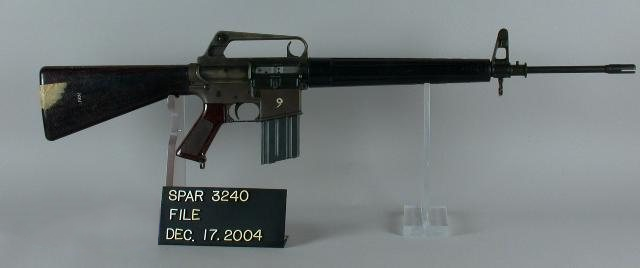
ArmaLite AR-15

Năm 1957, trong nỗ lực tăng lợi nhuận từ liên doanh ArmaLite, Fairchild đã quyết định cạnh tranh trong yêu cầu CONARC của Quân đội Hoa Kỳ về một khẩu súng trường trọng lượng nhẹ, bắn nhanh, cỡ nòng.22 và tác xạ chính xác đến 500 yard. Để đáp lại, các kỹ sư của ArmaLite, Gene Stoner, Jim Sullivan và Bob Fremont đã sử dụng thiết kế AR-10 cơ bản để sản xuất ArmaLite AR-15 với cỡ nòng.223 Remington, được hoàn thành dưới dạng nguyên mẫu bắn thử vào năm 1958. Fairchild-Armalite tiếp tục nỗ lực bán cả AR-10 và AR-15 cho các lực lượng quân sự khác nhau trên khắp thế giới. Tuy nhiên, mẫu AR-10 được ArmaLite bán ra sau năm 1958 không phải là mẫu AR-10 được cải tiến do Artillerie Inrichtingen phát triển, mà là một thiết kế được nhân rộng từ các kế hoạch và thông số kỹ thuật của AR-15, AR-10A. Không có cải tiến nào được kết hợp bởi Artillerie Inrichtingen trong ba năm sản xuất đã được sử dụng trong AR-10A mới.
Mặc dù AR-10A không được hưởng lợi từ các sửa đổi được thực hiện bởi người được cấp phép của Hà Lan, nhưng nó có một số khác biệt so với AR-15 (bên cạnh cỡ nòng và kích thước các module), bao gồm thiết kế khóa nòng, cò súng và tay cầm khác nhau, cùng với một băng đạn cong về phía trước một góc năm độ. Mặc dù sự quan tâm đến AR-15 rất đáng kể, nhưng AR-10A lại không thu hút được bất kỳ đơn đặt hàng nào từ các khách hàng quân sự trong và ngoài nước.
Năm 1959, ArmaLite đã bán quyền của mình cho AR-10 và AR-15 cho Colt Firearms do những khó khăn tài chính và những hạn chế về nhân lực và năng lực sản xuất. Sau khi sửa đổi, mẫu súng được thiết kế lại mới sau đó được quân đội Hoa Kỳ sử dụng làm Súng trường M16. Colt tiếp tục sử dụng nhãn hiệu AR-15 cho dòng súng trường bán tự động chỉ bán cho khách hàng dân sự và thực thi pháp luật, được gọi là Colt AR-15.

## Chi tiết thiết kế

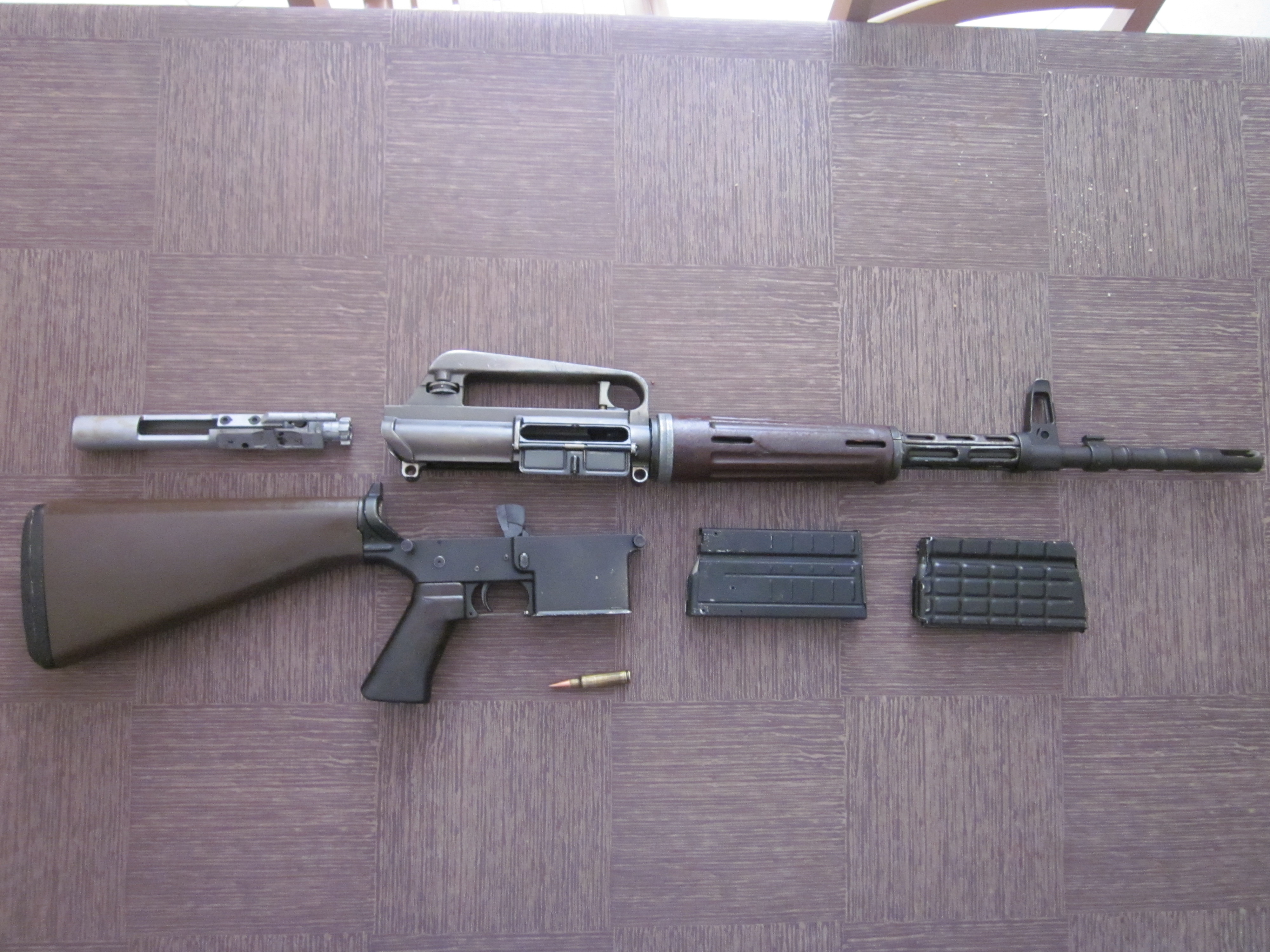
Súng AR-10 tháo rời

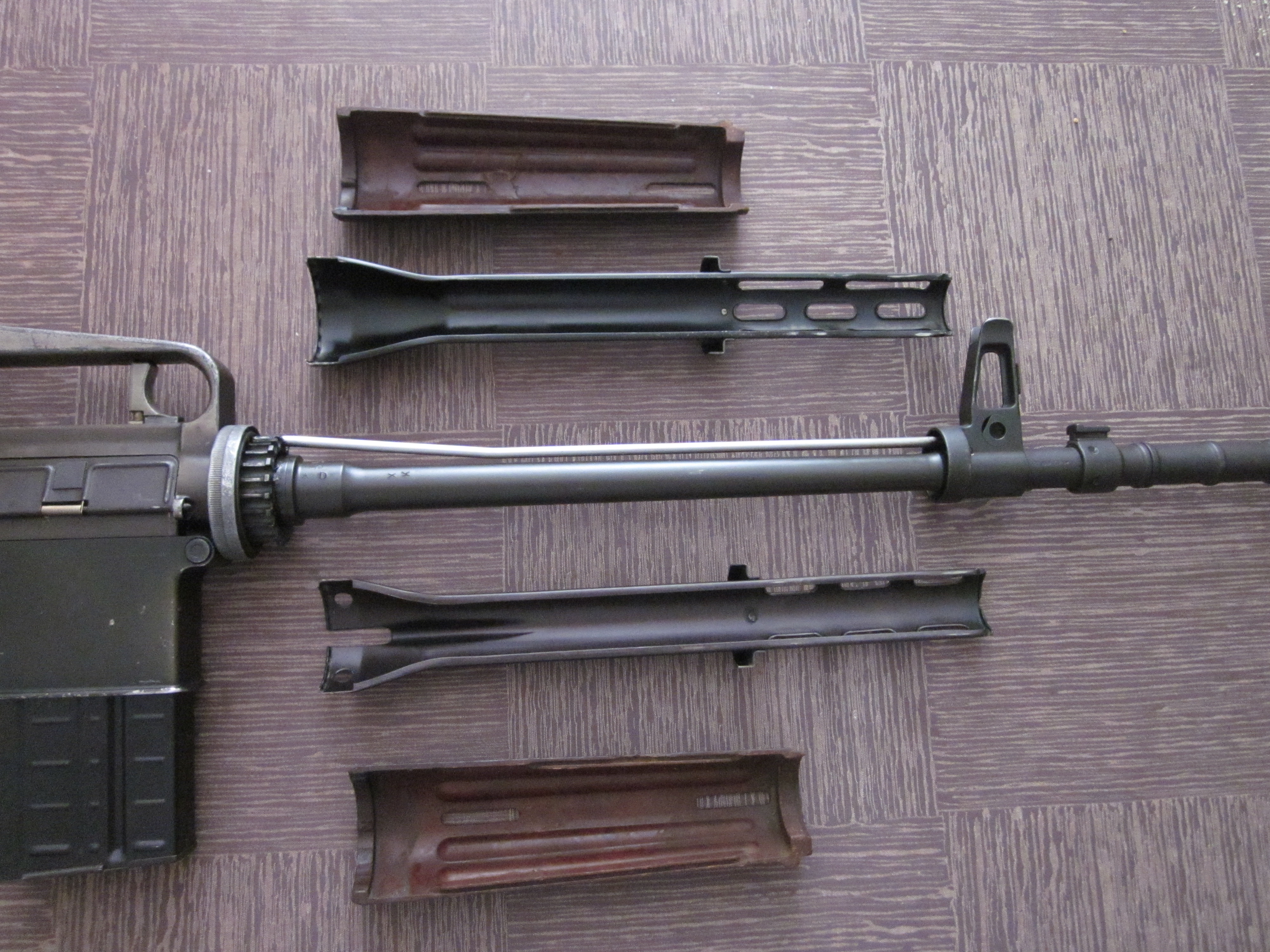
Cận cảnh hệ thống trích khí AR-10 và DI

AR-10 là một mẫu súng trường trọng lượng nhẹ, bằng đạn tháo lắp, sử dụng khí vận hành với một piston chứa tia quay. Súng có bố cục thông thường; buồng đạn và nòng thẳng hàng, một bộ máy súng bằng hợp kim nhôm và nhiều chi tiết dùng sợi thủy tinh để có trọng lượng nhẹ. Mặc dù hầu hết là những thiết kế ban đầu, AR-10 được xây dựng dựa trên các khái niệm đã được chứng minh trước đó. Từ FAL, hệ thống máy súng có bản lề cho phép súng được mở để làm sạch giống như một khẩu súng ngắn. Nắp che buồng đẩy đạn tương tự như kiểu thiết kế mẫu StG44 của Đức trong Thế chiến II. Cơ chế khóa nòng tương tự như súng trường M1941 Johnson (bản thân nó là bản cải tiến của khóa nòng Remington Model 8 được thiết kế theo kiểu Browning). Từ ý tưởng thiết kế súng máy hạng nhẹ MG 13 của Đức, súng máy FG 42 và M1941 Johnson đã nảy ra ý tưởng về cách bố trí buồng đạn và nòng súng nằm trên đường thẳng. Cấu hình "đường thẳng" làm tăng khả năng kiểm soát trong khi khai hỏa hoặc bắn tự động bằng cách giảm độ giật. Giải pháp khóa nòng xoay, giật thẳng và trích khí của AR-10 đã tăng cường độ chính xác vốn có của nó. 

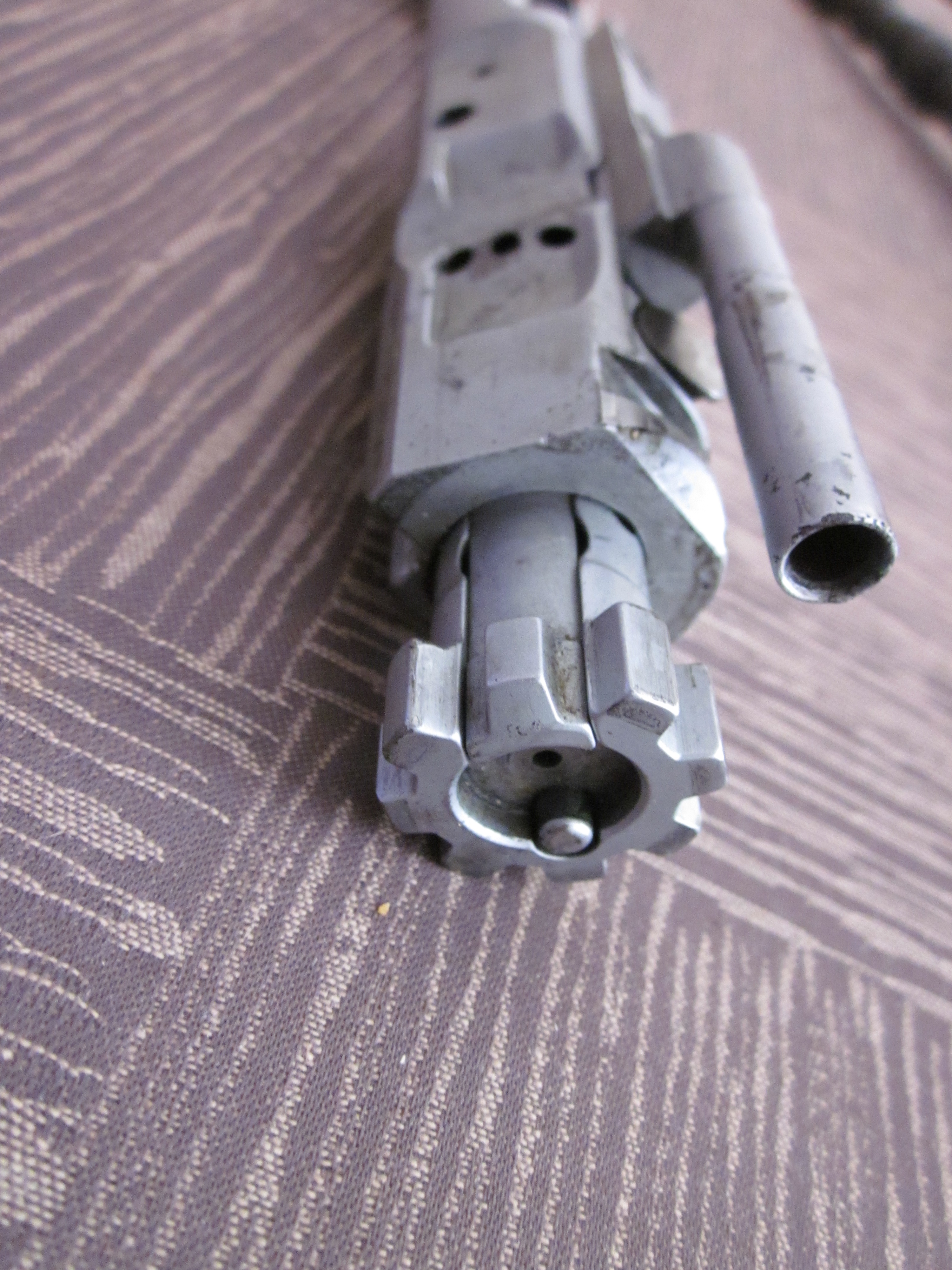
Khóa nòng AR-10

Hệ thống trích khí, bệ khóa nòng và thiết kế khóa nòng khá là mới lạ thời bấy giờ. Hầu hết các súng trường vận hành bằng cơ chế trích khí chuyển hướng từ cổng trích khí trên nòng súng sang piston và xi-lanh liền nhau. Thiết kế của Stoner lại trích khí từ một cổng trích khí gần giữa nòng súng thông qua một ống thép đưa trực tiếp trở lại máy súng. Cơ chế này cải thiện đáng kể độ chính xác, cũng như giữ được hướng nhắm của súng trường mục tiêu khi bắn. Vì buồng đạn và nóng súng nằm thẳng hàng với bệ áp mắt của người bắn ở phía trên nòng súng, đầu ruồi ngắm của súng được đặt ở trên cao, với một quai xách súng kiêm khe ngắm. 

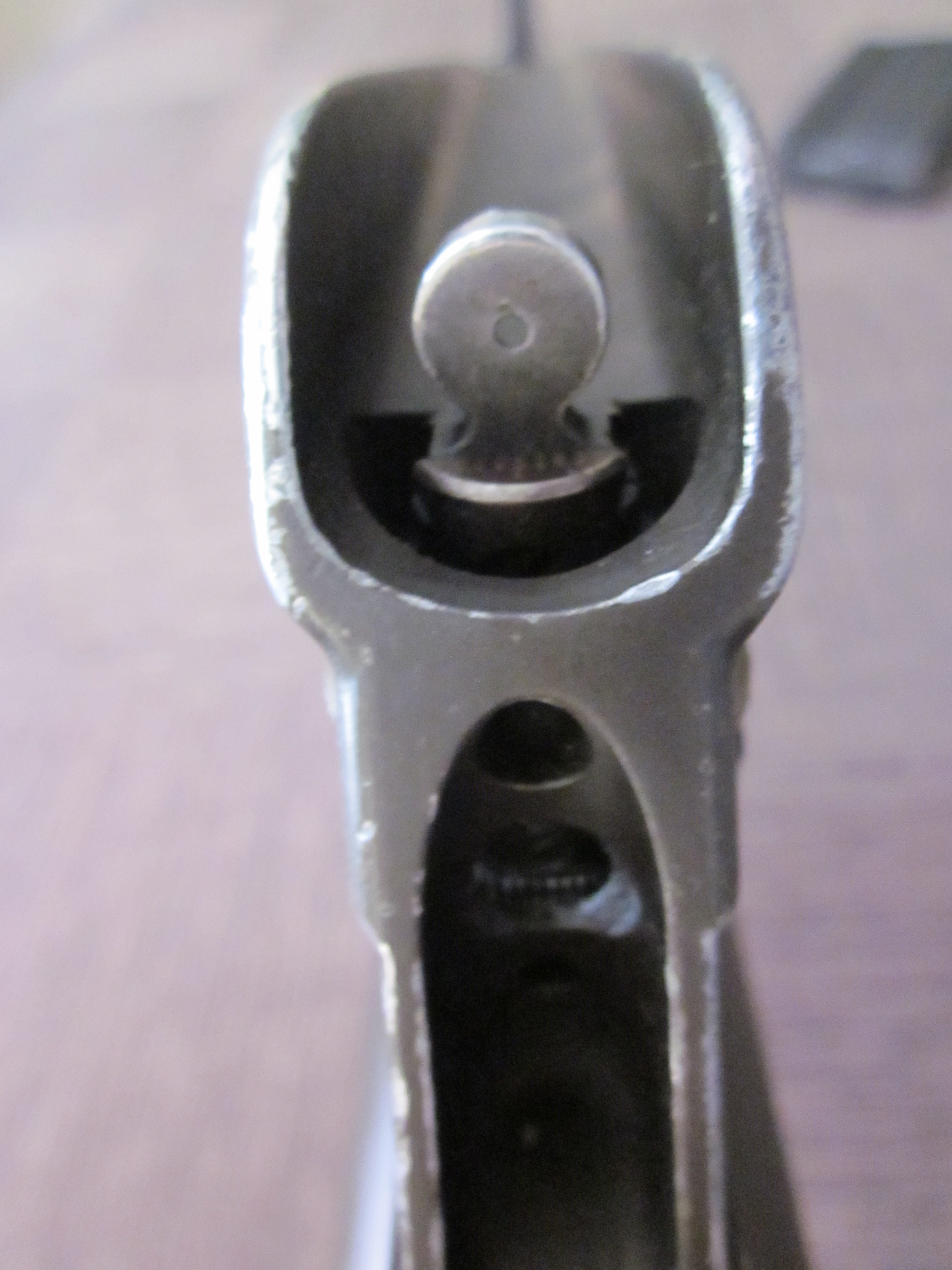
Khe ngắm sau trên quai xách

Máy súng được làm từ nhôm rèn và gia công để giảm trọng lượng. Trên một vài khẩu nguyên mẫu, nòng súng được làm hoàn toàn bằng nhôm ("Sullaloy") đã được trang bị theo sự khẳng định của George Sullivan - chủ tịch của ArmaLite - mặc dù sau các cuộc thử nghiệm Springfield Armory năm 1957, tất cả các khẩu AR-10 sản xuất đều được trang bị buồng đạn thép tiêu chuẩn. Nhiều thành phần súng được làm từ nhựa gia cố bằng sợi thủy tinh. Fairchild là một nhà sản xuất máy bay, và việc sử dụng nhựa, titan và nhôm là phổ biến trong ngành công nghiệp máy bay vào thời điểm đó, mặc dù thường không được sử dụng trong súng.
Một số nguyên mẫu thử nghiệm của biến thể AR-10 dùng dây đai đạn được phát triển bởi các kỹ sư ArmaLite và AI, được chỉ định không chính thức là AR-10 LMG. Trong một phiên bản, đai được nạp vào súng qua máng chạy gắn với thùng đạn 250 viên được mang trên lưng người lính. Tất cả các nguyên mẫu dùng đai đạn đều gặp phải nhiều vấn đề với trục trặc với khả năng nạp đạn và hỏng bộ phận, và những vấn đề này không bao giờ được giải quyết hoàn toàn trong giai đoạn phát triển của vũ khí, kết thúc bằng việc chấm dứt hợp đồng sản xuất AI. Do đó, không có biến thể AR-10 LMG nào được bán.

## Các phiên bản AR-10 bán tự động được sản xuất

### Dòng ArmaLite AR-10B

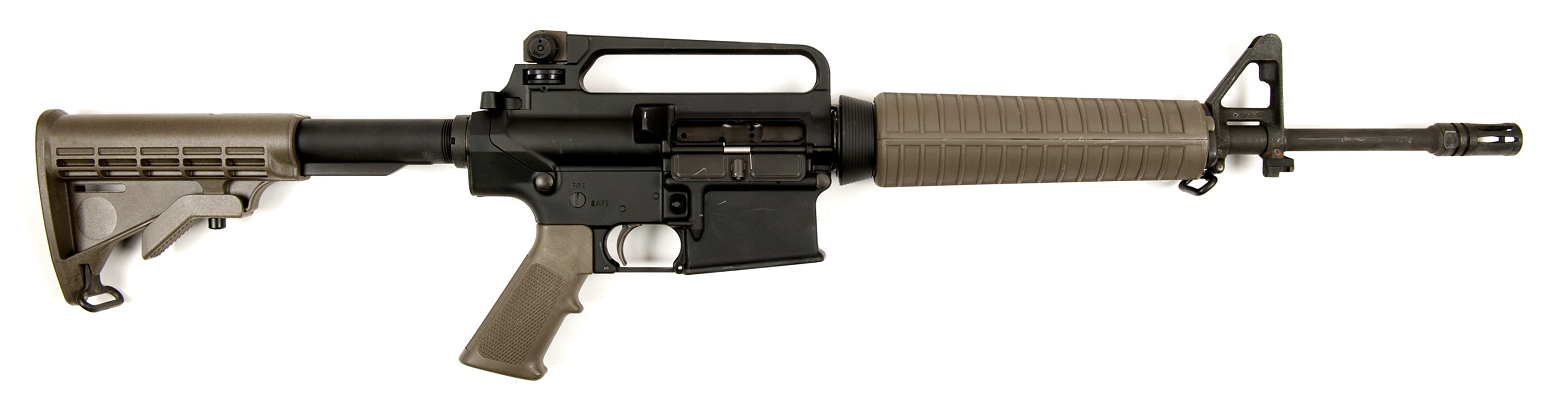
AR-10 carbine bán tự động

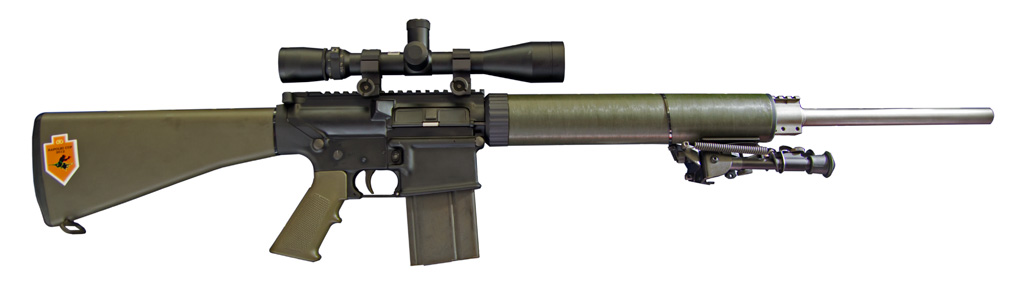
ArmaLite AR-10T

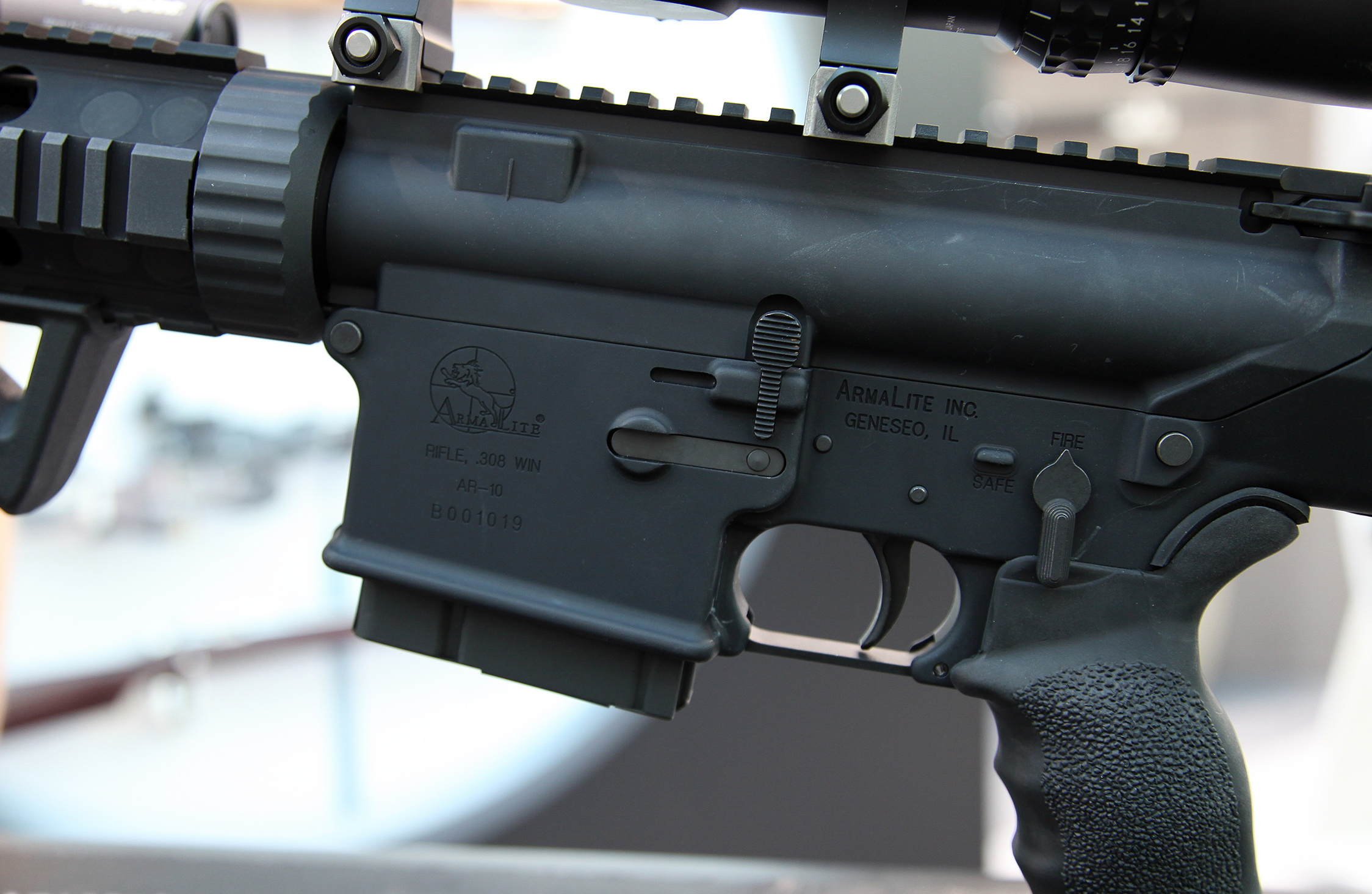
Cận cảnh máy súng AR-10 National Match

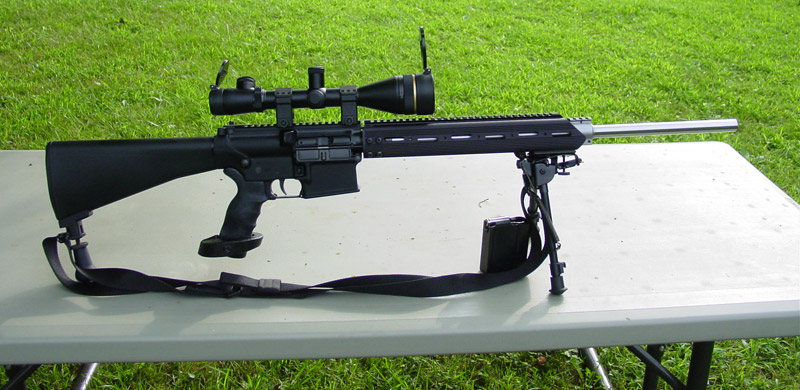
ArmaLite AR-10T với chân chống và ray Picatinny

Năm 1995, cựu sĩ quan của Tổ chức Quân đội Mark Westrom, chủ sở hữu Eagle Arms, đã mua thương hiệu ArmaLite và công ty trở thành ArmaLite Inc. Ngay sau đó, ArmaLite Inc. đã giới thiệu loạt súng trường AR-10B bán tự động hoàn toàn mới. Đáng chú ý, AR-10B không được thiết kế bằng các bản vẽ AR-10 ban đầu từ ArmaLite hoặc Artillerie Inrichtingen, mà thay vào đó dựa trên AR-15A2, với các bộ phận được thu nhỏ hoặc thiết kế lại khi cần để dùng cỡ đạn NATO 7.62 × 51mm (. 308 Winchester). Nguyên mẫu đầy đủ AR-10B là khẩu súng trường đầu tiên ra khỏi dây chuyền sản xuất.
Từ năm 1995, công ty ArmaLite mới cũng đã kết hợp nhiều cải tiến thiết kế và kỹ thuật khác cho AR-10, bao gồm một băng đạn thép được thiết kế mới có nguồn gốc từ mẫu được sử dụng trên súng trường M14 của Mỹ. ArmaLite AR-10 hiện tại được cung cấp với một số phiên bản bao gồm súng trường hoặc súng carbine A2 và A4 với báng súng có thể thu gọn, kính ngắm chỉ thị mục tiêu (AR-10T), AR-10B 'retro' với bộ bảo vệ và vòi kiểu AR-10 Sudanese (sản xuất giới hạn) và một phiên bản dùng cỡ đạn 300 Remington SAUM. Người dùng hiện tại bao gồm Đơn vị Cứu hộ và Chiến thuật của Cảnh sát tỉnh Ontario.

### Dòng ArmaLite AR-10A mới
Sau khi giới thiệu mẫu AR-10B vào năm 1996, đã chuyển từ băng đạn ban đầu sang băng đạn M14 đã sửa đổi, ArmaLite giới thiệu lại mẫu băng đạn gốc của họ với mẫu AR-10A mới của họ vào năm 2012 (còn gọi là băng đạn mẫu SR-25).

## Các cỡ nòng thay đổi
```
Armalite cung cấp nhiều chọn lựa cỡ đạn khác cho AR10 bao gồm:.243 Winchester,.260 Remington, 6.5mm Creedmoor, 7mm-08 Remington và.338 Liên bang. Các nhà sản xuất phụ kiện chuyển đổi cho các cỡ đạn này bao gồm <a href="https://en.wikipedia.org/wiki/Ballistic_Advantage" rel="mw:ExtLink" title="Ballistic Advantage" class="new cx-link" data-linkid="404">Ballistic Advantage</a>, Wilson Combat và DPMS Panther Arms.
```

## Các loại súng trường Armalite cỡ nòng.308 / 7.62x51 khác
Trong khi ArmaLite Inc. giữ thương hiệu Hoa Kỳ với tên "AR-10", các nhà sản xuất súng trường khác hiện đang sản xuất súng trường tự động 7.62 × 51mm NATO thường dựa trên thiết kế AR-10. Những khẩu súng trường này khác với cả Armalite AR10 hiện tại và nguyên bản ở một vài kích thước nhỏ khiến Armalite AR10B không có tính mô-đun như các loại súng còn lại dựa trên AR. Một số công ty này cung cấp các phiên bản tùy chọn cỡ nòngkhác nhau.
- - Adams Arms PD1,
  - DPMS LR-308,
  - Knights Armament Corporation SR-25,
  - Rock River Arms LAR-8,
  - JP Enterprises LRP-07,
  - American Spirit Arms ASA.308,
  - Fulton Armory Titan,
  - LWRC's R.E.P.R.,
  - CMMG's MK3,
  - H&K 417
  - LaRue Tactical's OBR,
  - RND Manufacturing's "The Edge",
  - Oberland Arms OA-10,
  - Lewis Machine and Tool LM308MWS,
  - Bushmaster MOE 16.308,
  - Daniel Defense DD5,
  - Palmetto State Armory PA-10,
  - Seekins SP-10,
  - Smith & Wesson M&P10, and
  - Windham Weaponry SRC-308.

## Bên sử dụng AR-10 theo quốc gia
Danh sách này biểu thị các bên sử dụng Súng trường ArmaLite do ArmaLite và những doanh nghiệp được cấp phép sản xuất từ 1956-1960, không nhất thiết phải là các biến thể hoặc thiết kế sau này.
- Myanmar[51]
- Canada - Ontario Provincial Police
- Cuba[25]
- Phần Lan[28]
- Guatemala[18]
- Ấn Độ - evaluation only, in 1958[52]
- Ý
- Nicaragua
- Bồ Đào Nha[26]
- România[53]
- Sudan[21] - Purchased 2500 rifles from the A.I. factory, delivery October 1958[54]
- Tây Đức - Purchased 135 rifles from the A.I. factory, delivery August 1958